# Parafia św. Stanisława BM w Bałcie
Parafia św. Stanisława BM w Bałcie – rzymskokatolicka parafia znajdująca się w diecezji odesko-symferopolskiej w dekanacie Bałta.
Murowany kościół ormiańskokatolicki pw. św. Stanisława wzniósł strażnik wielki koronny książę Stanisław Lubomirski w 1765, gdy jeszcze miasto należało do Rzeczypospolitej. Konsekrowany w 1826 przez biskupa kamienieckiego Franciszka Mackiewicza. Służył zarówno Ormianom jak i łacinnikom.
W latach 30. XX wieku kościół znacjonalizowali bolszewicy. Służył później kolejno jako skład zboża, sala gimnastyczna i dworzec autobusowy. W 1993 został on zwrócony wiernym.